# Brendan Kelly (actor)
Brendan Kelly (nacido el 28 de septiembre de 1964) es un actor y artista irlandés que ha aparecido mayoritariamente en series de televisión. Kelly ha protagonizado y ha aparecido como invitado en series como Acapulco H.E.A.T., Tarzán, New York Undercover, Oz, NYPD Blue, y muchas otras.
También ha aparecido en pequeños papeles en películas como Malcolm X, Clockers, Devil in a Blue Dress, The Devil's Own, La Roca, Con Air, Cellular entre otros. En The Lizzie McGuire Movie,  interpretó el papel de Sergei, el guardaespaldas del cantante de pop italiano. 
Con su gran aspecto y su cabeza afeitada, Kelly ha interpretado a un convicto en una banda de la cárcel de la Hermandad Aria en más de una ocasión. Así apareció en películas como Con Air y el drama de la HBO Oz. En 1999, Kelly dirigió el cortometraje documental titulado Franky Goes to Hollywood. Presenta apariciones de Steve Buscemi, Liv Tyler, Billy Bob Thornton, Eddie Griffin, Jerry Bruckheimer, Kathy Bates, Michael Bahía, Bruce Willis, y la antigua coestrella de Acapulco H.E.A.T. Alison Armitage.
En 2007, se le ofreció el papel de un demonio en la serie de televisión Witchcraft. Apareció en la primera temporada en 2008. 
Está casado con Sandra Saraya Salvador Kelly;  tienen 4 hijos juntos.
Ha realizado algunas apariciones en WWE Raw.

## Filmografía
- Sweet Lies (1988)
- Loser (1991)
- Malcolm X (1992)
- Fly by Night (1993)
- Tarzán (TV series 1993-1994)
- Acapulco H.E.A.T. (serie de televisión 1993-1994)
- Rumbo al Sur (serie de televisión 1994)
- Clockers (1995)
- Devil in a Blue Dress (1995)
- La Roca (1996)
- The Devil's Own (1997)
- Hollywood Confidential (película para televisión 1997)
- Con Air (1997)
- New York Undercover (serie de televisión 1995-1998)
- La Gran Manzana (serie de televisión 2001)
- Oz (serie de televisión 2002-2003)
- The Lizzie McGuire Movie (2003)
- Cellular (2004)
- NYPD Blue (serie de televisión 2004)
- Wanted (serie de televisión 2005)
- Crossing Jordan (serie de televisión 2005)
- Jesse Stone: Death in Paradise (película para televisión 2006)
- CSI: Nueva York (serie de televisión 2009)
- Three Rivers (serie de televisión 2009)
- Undercovers (serie de televisión 2010)
- Victim (2010)
- Look: The Series (serie de televisión 2010)